# Бронетанковые войска и кавалерия Франции
Бронетанковые войска и кавалерия (фр. Arme blindée et cavalerie (ABC)) — род войск сухопутных войск Франции. Он был создан 1 декабря 1942 года во французской Северной Африке по приказу генерала армии Анри Жиро от 24 ноября 1942 года. Таким образом, он объединил танковые и кавалерийские части французской армии. Новый род войск перенял традиции и задачи кавалерии и конной артиллерии. Ее родоначальником была специальная артиллерия, созданная в 1916 году.
Сегодня этот род войск заведует большинством французских бронемашин. Также часто используются термины «бронекавалерия» (cavalerie blindée) или даже просто «кавалерия» (cavalerie).

## История
В Первой мировой войне произошло много изменений в использовании кавалерии: поскольку война передвижения быстро уступила место длительной окопной войне с применением пулемётов, колючей проволоки, отравляющего газа и других новых видов оружия, традиционная кавалерия стала уязвимой. Роль лошади в войне постепенно ограничилась транспортом и разведкой.
В межвоенный период только колониальные войска в Африке и Азии всё ещё имели конные подразделения. 2 января 1941 года Поль Журдье, французский кавалерийский офицер Свободной Франции, вступил в бой со своим эскадроном спаги против итальянских частей при Умбреге (ныне Судан). Это была последняя сабельная атака французской кавалерии и первый наземный успех Свободных французских сил.

### Первая мировая война, начало бронетанковой эры

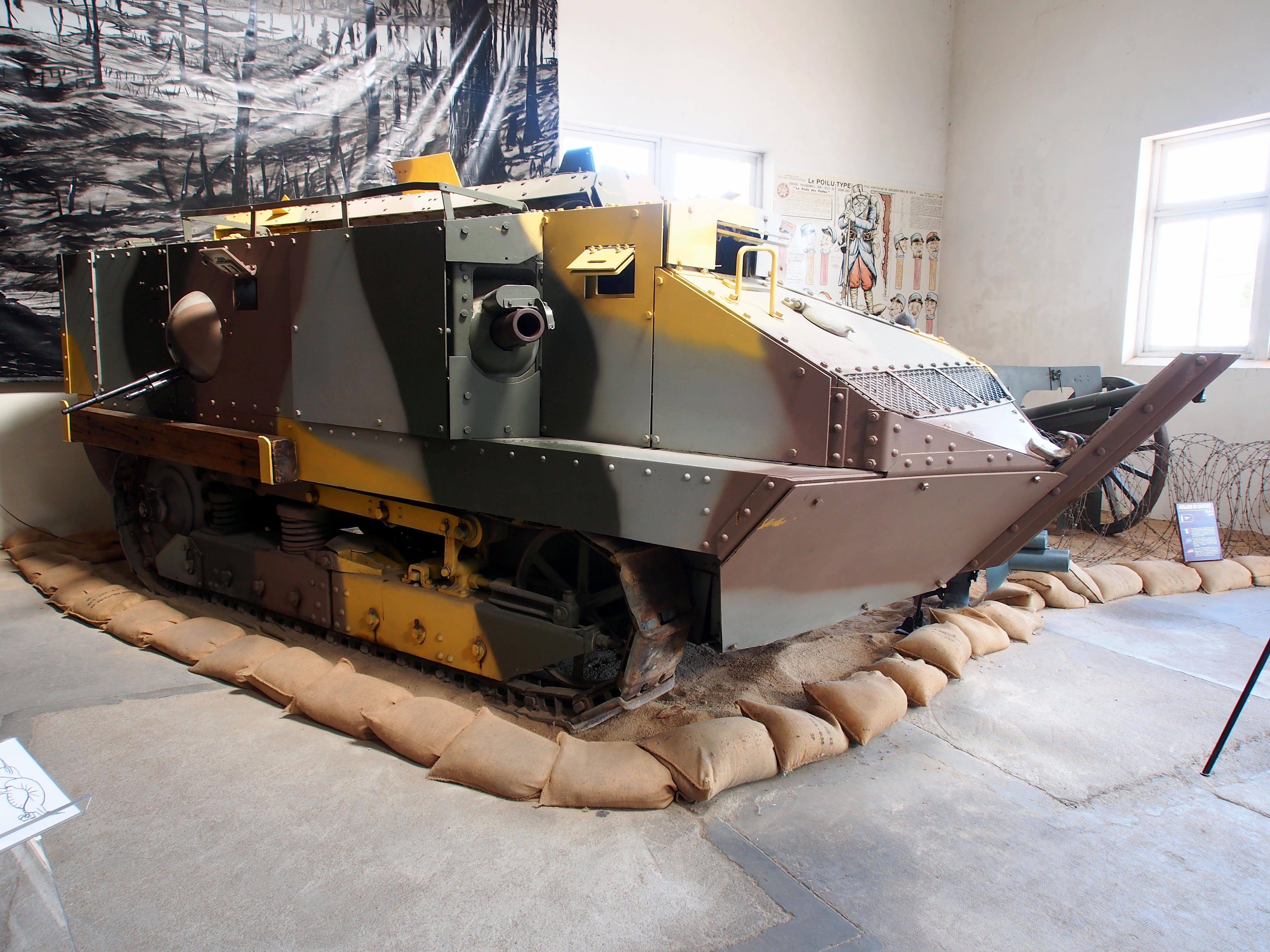
Последний существующий образец танка CA-1 Шнейдер, отреставрированный и выставленный в Бронетанковом музее Сомюра.

После мобилизации французской армии в 1914 году кавалерия составляла 10 % от численности армии в 79 полках, в основном разделённых между 10 кавалерийскими дивизиями. Она почти никогда не использовалась в качестве ударного оружия, и, в основном, применялась для разведки боем. Анахроничный устав 1913 года предусматривал «атаку с помощью лошади и клинка как основной способ действий».
После «бега к морю» и установления окопной войны на Западном фронте его роль перед лицом огневой мощи современного оружия значительно снизилась.
С лета 1915 года полковник Жан Эстьенн понял потенциал первых прототипов танков. С этого времени он расширил свои контакты с генеральным штабом (Жозеф Жоффр) и промышленниками (Луи Рено и Шнейдер-Крёзо́). После многочисленных обменов мнениями Жоффр был убеждён результатами испытаний и 31 января 1916 года принял решение заказать 400 танков Schneider CA1 — самых первых во французской армии. Их задачей было открыть проходы для пехоты через сети колючей проволоки и уничтожить пулемётные гнезда противника.
30 сентября 1916 года полковник Эстьенн был назначен директором специальной артиллерии. Он стал генералом 17 октября следующего года и продолжал работать над созданием танков на протяжении всей войны. 16 апреля 1917 года специальная артиллерия впервые была задействована под Берри-о-Бак, во время Второй битвы на Эне. Эта первая попытка оказалась неудачной: из 132 задействованных танков «CA-1 Шнейдер» 52 единицы были уничтожены, 64 брошены, и только последние 11 танков вернулись на свою базу.
Год спустя, 31 мая 1918 года, танк Renault FT вступил в бой на Сомме: на этот раз операция увенчалась успехом. Эта лёгкая бронированная машина, впервые оснащённая на 360° поворотной башней, оказалась настолько эффективной, что даже после войны было произведено более 3000 машин.

Очевидно, что роль, которую сыграла моторизованная/бронированная кавалерия в операциях во время Первой мировой войны, была относительно второстепенной, не только из-за её очень ограниченных и неэффективных средств, но и из-за длительного периода застоя в войне передвижений и неизбежной необходимости «обнаруживать движение пешком». Однако, благодаря ретроспективе, можно увидеть продолжение этого опыта в будущих самоходных пулемётных полках, смешанных кавалерийских дивизиях и лёгких механизированных дивизиях 1930-х годов.
Оригинальный текст (фр.)« Force est de constater que la part prise par la cavalerie motorisée/blindée dans les opérations au cours de la Première Guerre mondiale, est relativement secondaire, à cause non seulement de ses moyens très réduits et peu efficaces, mais également à cause de la longue période de blocage de la guerre de mouvements et de l’inévitable nécessité de « découvrir le mouvement en marchant ». Pour autant, avec le recul du temps, on distingue parfaitement les prolongements de cette expérience dans les futurs régiments d’automitrailleuses, divisions de cavalerie mixtes et divisions légères mécaniques des années trente »— 

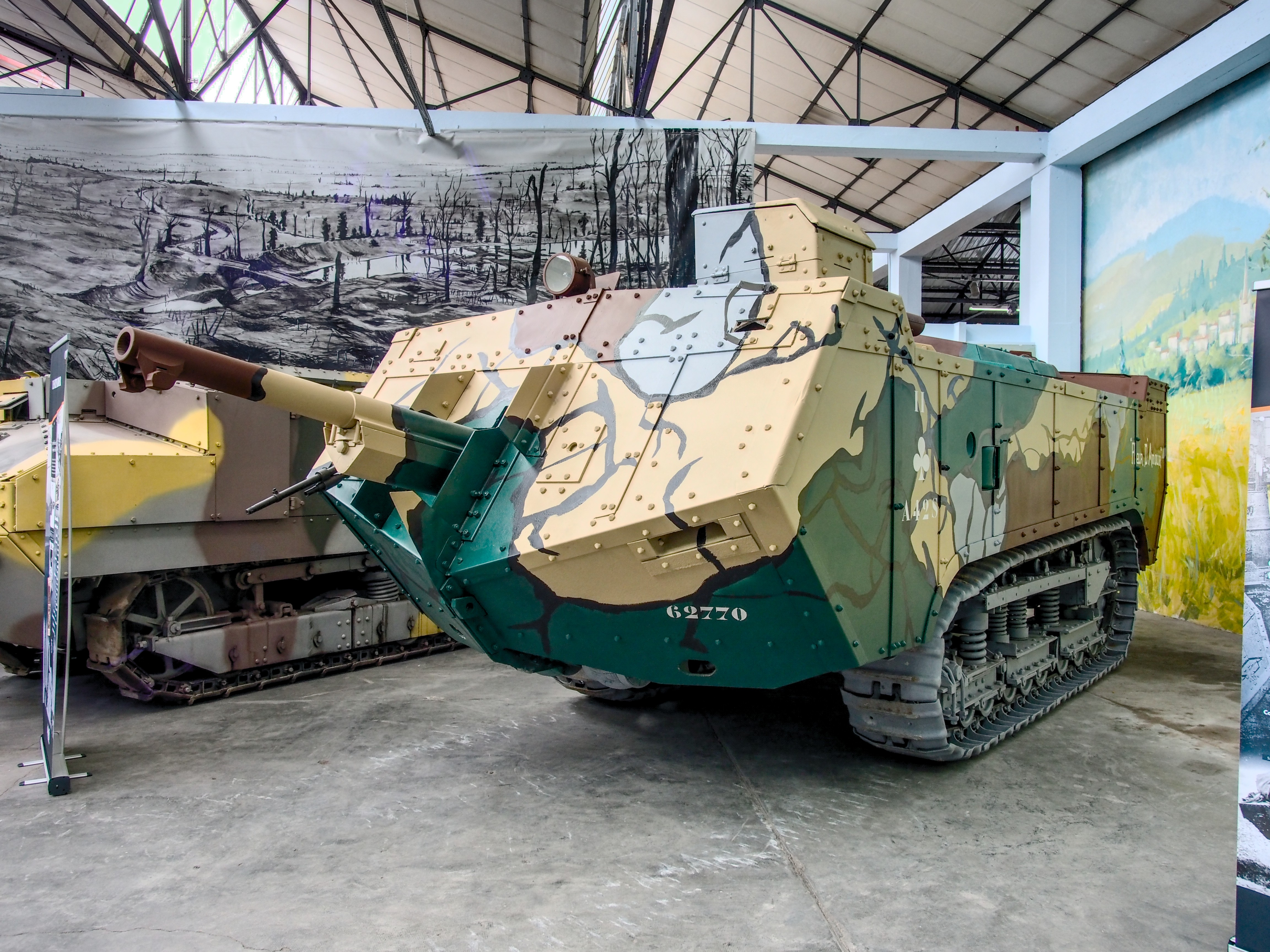
Танк Сен-Шамон периода ПМВ в Бронетанковом музее Сомюра.

В межвоенный период подразделения на танках Рено ФТ использовались во время колониальных восстаний. Один полк был развёрнут во время национально-освободительного сирийского восстания, а танки использовались во время войны в Рифе.
В 1933 году было принято решение о преобразовании одной из пяти оставшихся кавалерийских дивизий в лёгкую механизированную дивизию (division légère mécanique (DLM)). В остальных полках половина эскадронов была моторизована для создания «разведывательных групп в интересах армейских корпусов» (GRCA) или «в интересах пехотных дивизий» (GRDI).
В 1935 году должны были появиться первые «лёгкие механизированные дивизии», преобразованные из кавалерийских дивизий, первые полностью механизированные части в армии.
Программа вооружения 1937 года предусматривала создание двух новых DLM и пяти лёгких кавалерийских дивизий (DLC). Последние состояли из моторизованной бригады и конной бригады, с разными скоростью движения и снабжением.

### Вторая мировая война

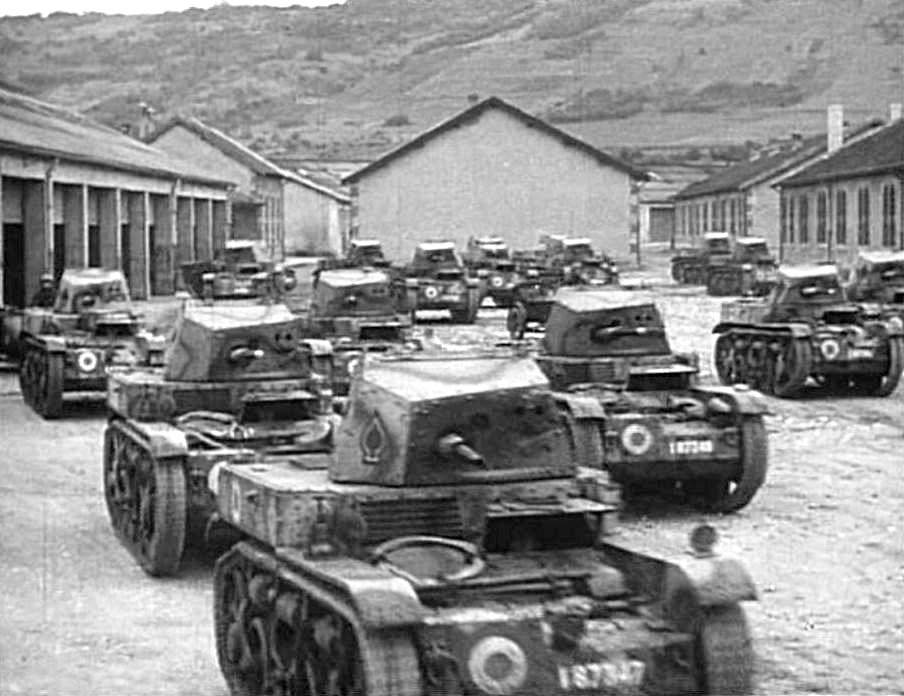
Группа AMR 35, вооружённых 13,2-мм пулемётом «Гочкис», из 4-го драгунского полка. Передняя машина, № 87347, является второй выпущенной и демонстрирует большие розетки, характерные для этого подразделения с 1938 года.

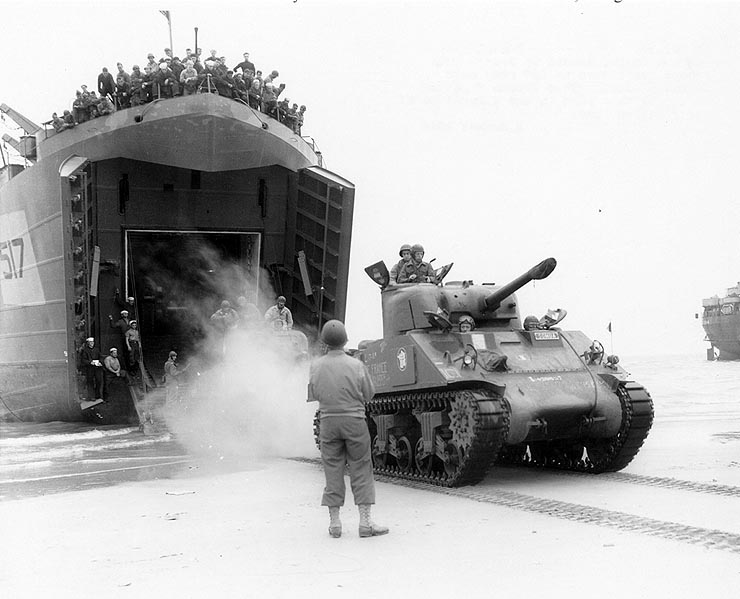
M4 Sherman из 12-го полка африканских шассёров 2-й бронетанковой дивизии высаживается с LST в Нормандии в августе 1944 года.

В начале войны стратегия Франции заключалась в выжидании за линией Мажино перед началом общего контрнаступления.
Кавалерия отвечала за прикрытие развёртывания и поэтому сформировала лёгкие механизированные дивизии (DLM), части, оснащённые танками SOMUA S35 и моторизованной пехотой, и лёгкие кавалерийские дивизии (DLC) с механизированной бригадой и конной бригадой. Кавалерийский корпус (2-я и 3-я лёгкие механизированные дивизии) сумел прикрыть вступление французов в Бельгию в битве при Анню, но три DLM оказались в ловушке в Дюнкерке и потеряли свою технику. DLC были испытаны в Арденнах и не смогли остановить немецкую танковую дивизию. Кавалерийские части были, затем, восстановлены в июне.
Кирасирские дивизии (division cuirassée), предназначенные для контрнаступления, не существовали в 1939 году и были созданы только во время немецкого наступления в мае 1940 года. К несчастью для французов, они были слишком малочисленны и недостаточно обучены. Например, 4-я кирасирская дивизия, которой командовал полковник де Голль, состояла из подразделений, которые соединились на поле боя.
В рамках Армии перемирия (армия режима Виши) боевые танки танковых батальонов, дислоцированных в колониях, с ноября 1940 года присоединились к полкам африканских шассёров (Chasseurs d’Afrique).
В декабре 1942 года кавалерия и танки были объединены. Помимо восполнения потерь, в ходе перевооружения Французской освободительной армии было собрано 657 танков M4 Sherman. Этим средним танком были оснащены три французские бронетанковые дивизии: 2-я бронетанковая, которая высадилась в Нормандии в августе и, в частности, освободила Париж, а также 1-я и 5-я бронетанковые, которые высадились в Провансе в составе 1-й армии. Франция первоначально получила M4A2 и M4A4, но в ходе кампании для восполнения потерь получила и другие модели из американских запасов.

### Послевоенное время
По окончании Второй мировой войны бронетанковые войска оказались в основном с техникой американского и британского происхождения и были перевооружены разрозненной техникой, начиная от французских машин образца 1940 года и заканчивая несколькими десятками восстановленных немецких танков Tiger I и Panther. Танк M4 Sherman оставался основным боевым танком армии, получив после войны 1254 единицы. После ряда модификаций он оставался на вооружении до 1960 года.
Танк M47 Patton заменил M4 Sherman (в его многочисленных модификациях и вариантах) в танковых полках с 1953 года. Поставленный в количестве 856 единиц, он оставался на вооружении до 1970 года.
Неудовлетворительные характеристики его 90-мм пушки привели к формированию в каждом танковом полку эскадрона (эквивалентных роте) «охотников за танками» AMX-13, вооруженных ракетами SS.11 North.

### Деколонизация

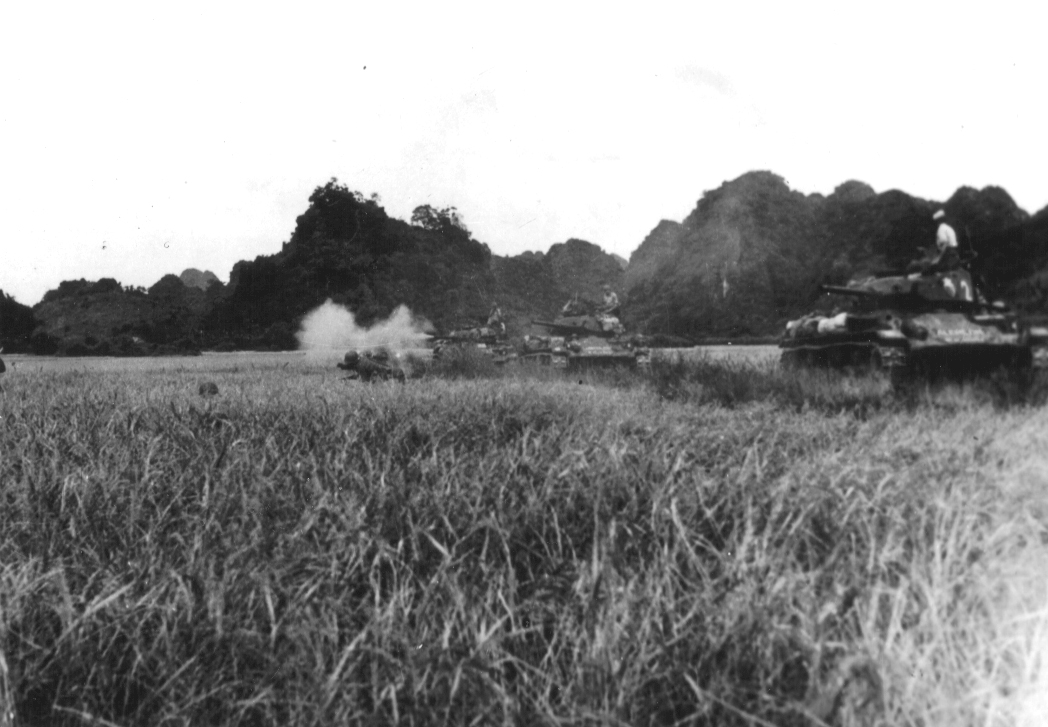
Отряд из трёх M24 в действии из первоначальных десяти во французском гарнизоне во время битвы при Дьенбьенфу. Каждый из них выпустил 1500 снарядов..

Хотя тяжёлые боевые танки не использовались в различных войнах за деколонизацию с 1940-х по 1960-е годы, лёгкие танки и разведывательные машины имели свое место в военной системе Франции, хотя в подавляющем большинстве случаев они действовали в небольших формированиях ниже уровня эскадрона.
В начале Индокитайской войны техника французских бронетанковых войск на местах была разнородной, включая японские танки и британские бронеавтомобили, оставшиеся от армий этих стран после Тихоокеанской войны.
Начиная с поражения в Битва на колониальном маршруте №4 в октябре 1950 года, была развёрнута более современная бронетехника. M5 Stuart, вооружённые 37-мм пушками, M24 Chaffee, M36 Jackson, а также танки Sherman, вооружённые 75-мм, а позднее 90- и 105-мм пушками.
После четырёх лет американской военной помощи французский экспедиционный корпус на Дальнем Востоке (CEFEO) в 1954 году имел 452 танка и истребителей танков, 1 985 бронемашин, полугусеничных и амфибийных машин.
Число задействованных кавалеристов выросло с 72 человек в декабре 1946 года до 2 925 в декабре 1950 года и до 7 391 в декабре 1951 года.
Вот эволюция вооружения CEFEO за этот период:
| Тип бронетехники             | 1945 | 1947 | 1948 | 1950 | 1951 | 1954 |
| ---------------------------- | ---- | ---- | ---- | ---- | ---- | ---- |
| Разведывательные бронемашины | 40   | 140  | 208  | 253  | 191  | 103  |
| Самоходные орудия            | 19   | 376  | 224  | 225  | 225  | 227  |
| Танки                        | 47   | —    | 21   | 26   | 104  | 204  |
| Гаубицы                      | 9    | 64   | 32   | 73   | 82   | 73   |
| Полугусеничные машины и Bren | 28   | 183  | 179  | 207  | 422  | 468  |
| Vedettes                     | —    | -    | —    | 36   | 42   | 80   |
| Амфибии                      | —    | -    | —    | 136  | 169  | 230  |
| Всего                        | 143  | 763  | 664  | 956  | 1234 | 1385 |

Во время Алжирской войны активно использовалась бронекавалерия. В частности, в марте 1958 года было развёрнуто 114 AMX-13; в июне 1958 года — 355 танков M24 Chaffee и 340 EBR «Панар», 889 M8 «Грейхаунд» (222 для жандармерии), 3 156 полугусеничных и разведывательных машин для армии и 326 для жандармерии в марте 1956 года.
EBR Панар использовалась для наблюдения, в частности, за линиями «Морис» и «Шалле» на границе Туниса и Алжира и применялась во время кризиса в Бизерте.
Во время Суэцкого кризиса 6 и 7 ноября 1956 года в ходе операции «Мушкетёр» в Египте были высажены 2-й эскадрон 2-го иностранного кавалерийского полка, оснащённый AMX-13, и 1-й эскадрон 8-го драгунского полка, оснащённый M47 Patton, то есть всего 35 танков.

### С 1990 года внешние операции

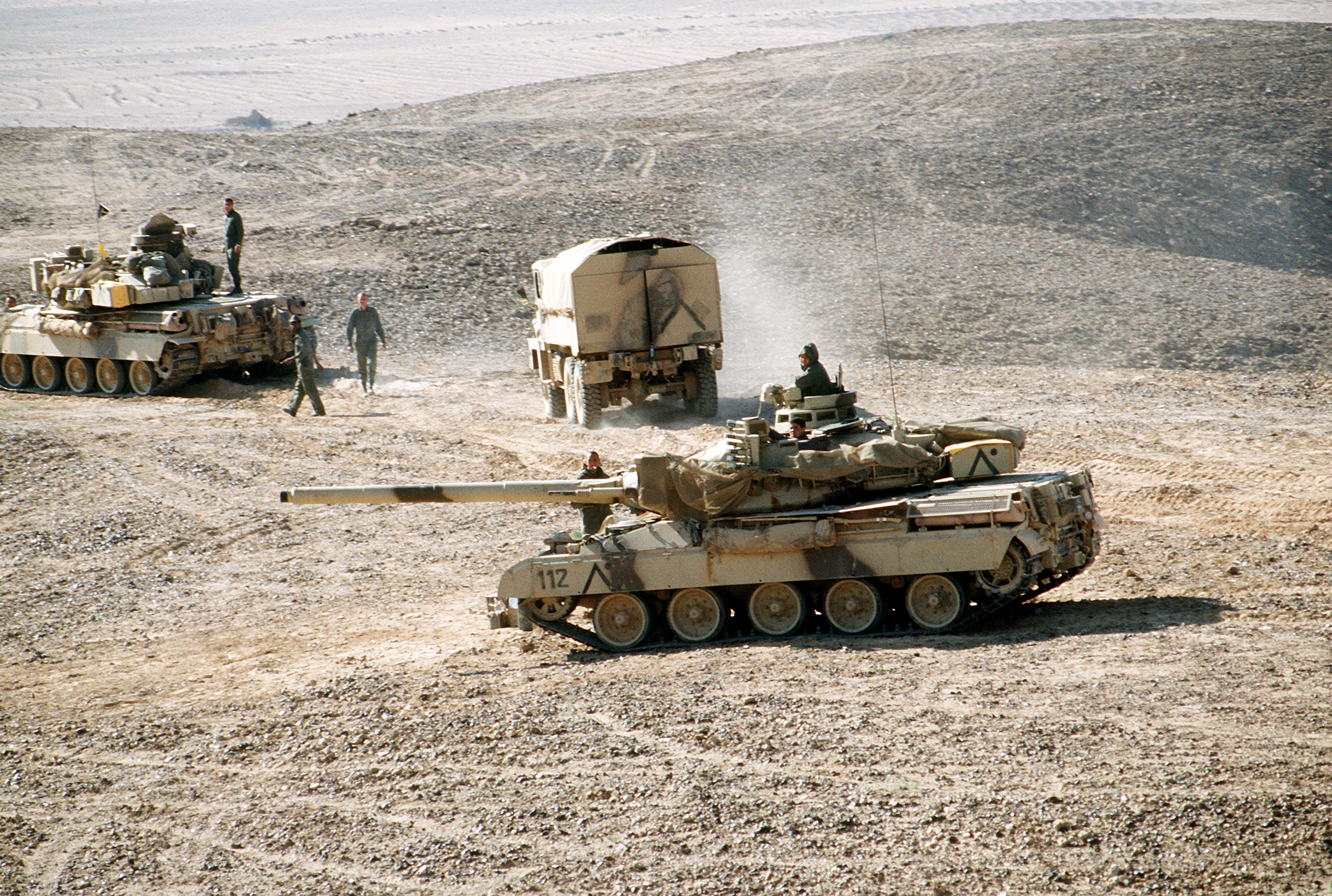
AMX-30 из дивизии «Даге» в Ираке во время войны в Персидском заливе в 1991 году.

Во время войны в Персидском заливе дивизия «Даге» (Daguet), созданная французами специально для участия Франции, насчитывала почти 500 единиц бронетехники, включая 96 AMX-10RC, 44 танка AMX-30 и 13 ERC-90 Sagaie.
Сразу после этого конфликта, с 1993 года, во французские полки были поставлены первые танки Leclerc. Разработанный во время холодной войны, этот тяжёлый танк появился слишком поздно и был раскритикован за его стоимость: 113 миллионов евро в год только на техническое обслуживание. До 2015 года этот танк был развёрнут только дважды. Первое развертывание было в Косово с 15 танками 1999 года:
- в Косово с 15 танками с 1999 по 2002 год ;
- в Ливане с 13 танками и ремонтно-эвакуационной машиной с 2006 по 2010 год[29][30].

Использование относительно лёгкой бронетехники было эффективным в заморских операциях в Африке и Афганистане. В 2004 году в Абиджане против враждебной толпы кирасиры выступили с необычайным успехом в поддержании порядка. В городских районах подразделения 1-го иностранного кавалерийского полка, находившиеся на месте во время битвы за Нджамену в феврале 2008 года, сумели защитить эвакуацию граждан. В горных районах кавалеристы 4-го шассёрского полка в Афганистане в 2011 году предложили высокооптимизированную организацию для повышения оперативных возможностей пехотных тактических подгрупп во время крупномасштабных столкновений.
После украинского кризиса с 20 апреля 2015 года эскадрон из 15 танков Leclerc был переброшен на семь недель в учебный лагерь Дравско-Поморске на северо-западе Польши.
В 2014 году было запланировано поступление 248 новых EBRC «Ягуар» (бронированная разведывательно-боевая машина), которые должны поступать с 2020 года на замену старым колёсным танкам (ERC-90 Sagaie и AMX-10RC); в 2018 году, с окончанием сокращения вооружённых сил, планируется поступление 300 машин.

## Доктрина

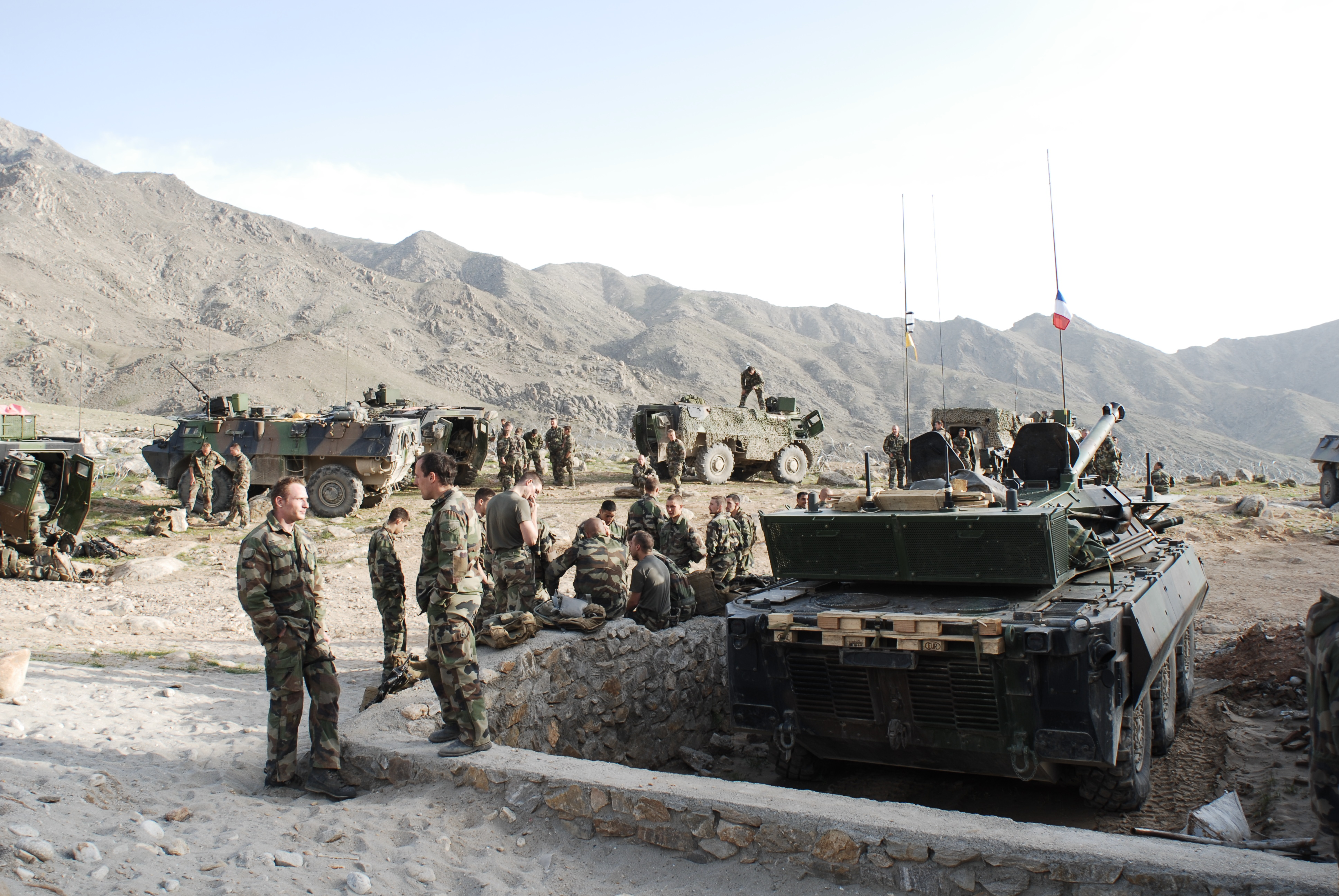
Французские солдаты в районе Аласай в Афганистане в апреле 2009 года. На переднем плане — AMX-10RC из 4-го шассёрского полка. Остальные машины — бронетранспортёры VAB.

Доктрина применения бронетанковых войск и кавалерии берёт на себя традиционные задачи кавалерии, адаптированные к современным условиям:
- прорыв фронта (совместно с ВВС) ;
- использование этого прорыва, благодаря скорости передвижения, которую дают вездеходные машины;
- прикрытие отступления дружественного корпуса, прикрытие разрыва между двумя дружественными корпусами с помощью маскирующего эффекта;
- войсковая разведка (но во всё более ограниченном виде, поскольку авиация, радары, радиоэлектронная разведка, а затем и спутники, в значительной степени, вытеснили её).

Наконец, одна из старых задач кавалерии — связь, которая раньше выполнялась посыльными, а в настоящее время осуществляется с помощью цифровых радиосредств, часто поднимается до дивизионного уровня или выше.
После распада СССР полезность бронетехники иногда ставится под сомнение, но она участвовала во всех крупных внешних операциях в Боснии, Ливане, Африке и даже Афганистане. В последнем случае очевидно, что местность не очень подходит для использования бронетехники: высокий рельеф затрудняет манёвры, а развёрнутая французская бронекавалерия насчитывала там менее 120 человек, то есть менее 3 % личного состава.
В итоге количество эскадронов в полках было сокращено.

## Организация и вооружение
В 1959 году, в период холодной войны и войны в Алжире, в составе французских бронетанковых войск и кавалерии (БрТВК) было 78 полков; в 2012 году — 11 полков, с 11 июля 2014 года — 10. В том числе 17 танковых полков в 1988 году, 6 — в 2001 году, 4 — с 12 июля 2016 года.

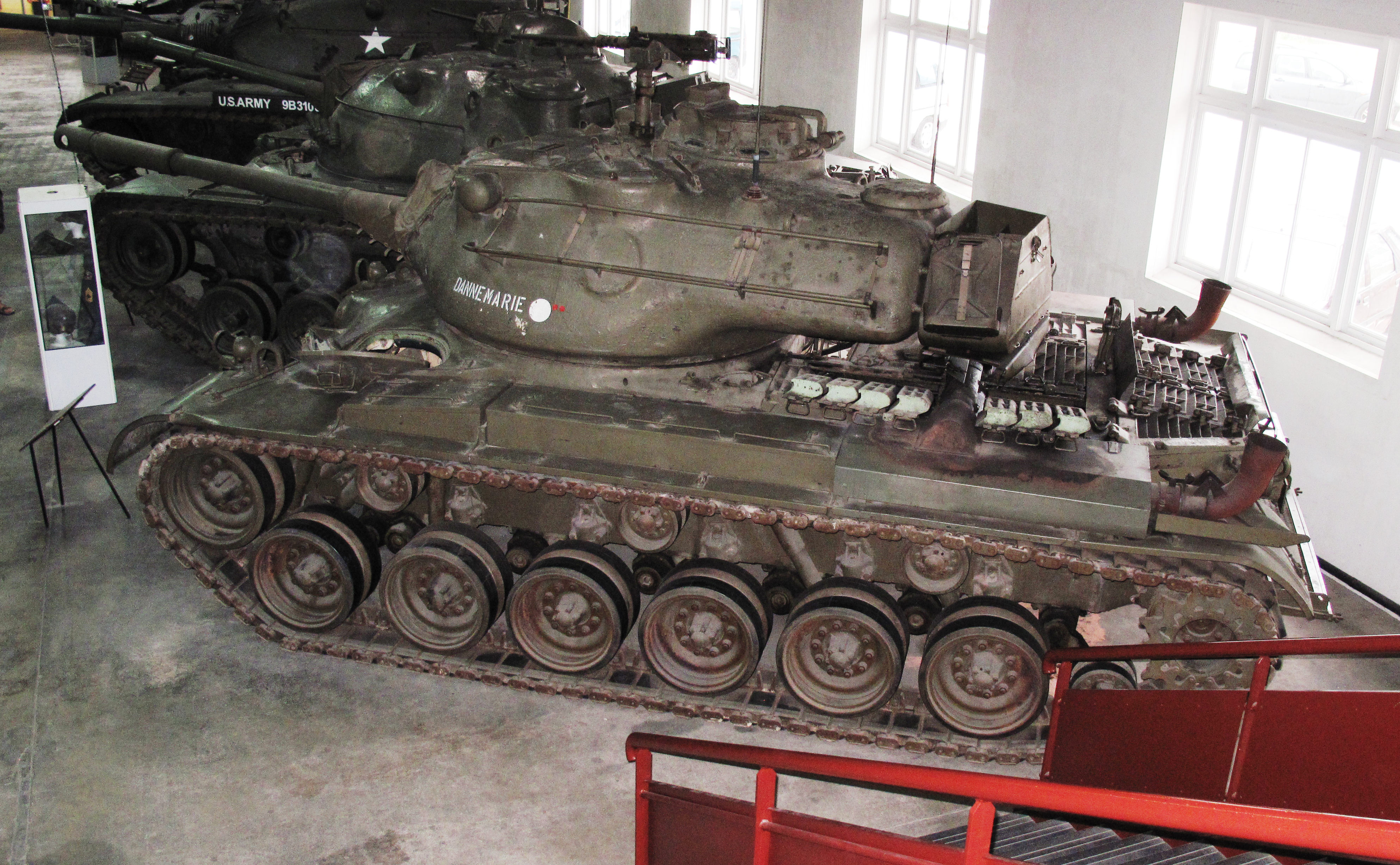
Французский M47 Patton на выставке в Бронетанковом музее в Сомюре. 856 экземпляров были поставлены с 1953 года и оставались на вооружении до 1970 года[39].
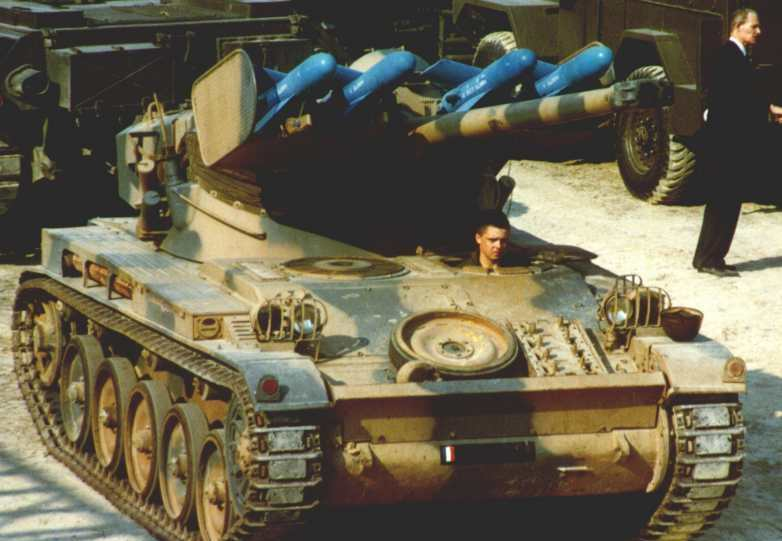
Лёгкий танк AMX-13, оснащенный противотанковыми ракетами Nord SS.11. В общей сложности 4300 этих бронеединиц были собраны французской армией в период с 1952 года до их снятия с вооружения в 1980-х годах.

### Окончание холодной войны
В 1989 году бронетанковые войска и кавалерия насчитывали 37 крупных подразделений, распределённых в трёх основных частях СВ Франции и в Западном Берлине.
1-я армия имела 22 бронетанковых подразделения, организованных в:
- 1-й армейский корпус (1er corps d’armée)
  - 7-я бронетанковая дивизия (7e division blindée)
  - 12-я бронекавалерийская дивизия (учебная дивизия) (12e division légère blindée (division école))
  - 14-я бронекавалерийская дивизия (учебная дивизия) (14e division légère blindée (division école)
- 2-й армейский корпус (2e corps d’armée)
  - 1-я бронетанковая дивизия (1re division blindée)
  - 3-я бронетанковая дивизия (3e division blindée)
  - 5-я бронетанковая дивизия (5e division blindée)
- 3-й армейский корпус (3e corps d’armée)
  - 2-я бронетанковая дивизия (2e division blindée)
  - 10-я бронетанковая дивизия (10e division blindée)

Французские войска в Берлине имели один полк.
Оперативная оборона территории имела 8 бронетанковых подразделений, распределенных между шестью военными округами.
Силы быстрого действия имели боевую бронетанковую группу, состоявшую из 6 подразделений, распределенных в:
- 6-я бронекавалерийская дивизия (6e division légère blindée)
- 9-я бронекавалерийская дивизия марин (9e division d’infanterie de Marine)

Вот бронетанковые средства на эту дату (исключая Западный Берлин и заграницу):
| Тип       | 1-   | F.A.R. | D.O.T. | Всего |
| --------- | ---- | ------ | ------ | ----- |
| AMX-30 B2 | 802  | —      | —      | 802   |
| AMX-30    | 415  | —      | —      | 415   |
| AMX-13/90 | 16   | —      | —      | 16    |
| AMX-10 RC | 196  | 72     | —      | 268   |
| ERC-90    | 8    | 72     | —      | 80    |
| AML-60    | —    | —      | 439    | 439   |
| AML-90    | 36   | 72     | 188    | 296   |
| Всего     | 1473 | 216    | 627    | 2316  |

### Изменения с 2005 года
Если учесть кавалерийские части войск марин и Иностранного легиона, то в январе 2005 года БрТВК насчитывали в общей сложности 12 485 военнослужащих (964 офицера, 4 176 унтер-офицеров и 7 345 добровольцев) и 892 человека гражданского персонала, то есть примерно 10 % от общей численности армии.
ВВТ БрТВК Франции включали:
- 280 танков «Леклерк». Первый серийный танк был поставлен в 1991 году, а всего было поставлено 406 единиц. В 2010 году количество танков в войсках составляло 254 единицы, включая 240 проектируемых танков, предназначенных для выполнения оперативного контракта с 4 полками 54 «Леклерка». На 31 декабря 2012 года на вооружении находилось 272; на 31 декабря 2013 года — 254[42];
- 80 танков AMX-30B2, число которых сократилось до 17 в 2006 году и которые действовали в качестве оппозиционных сил на маневрах. Они поступили на вооружение в 1967 году и к 1983 году на вооружении находилось 1210 таких танков, а также 1010 танков АМХ-13[43].
- 256 колёсных танков 6×6 AMX-10RC; танк, поступивший на вооружение в 1980 году, всего французской армии было поставлено 337 колёсных танков. 254 экземпляра находились на вооружении по состоянию на 31 декабря 2013 года;
- 165 колёсных танков 6×6 ERC-90 Sagaie;
- 344 бронетранспортёра 4×4 VAB;
- 1 063 лёгких бронеавтомобилей 4×4 VBL.

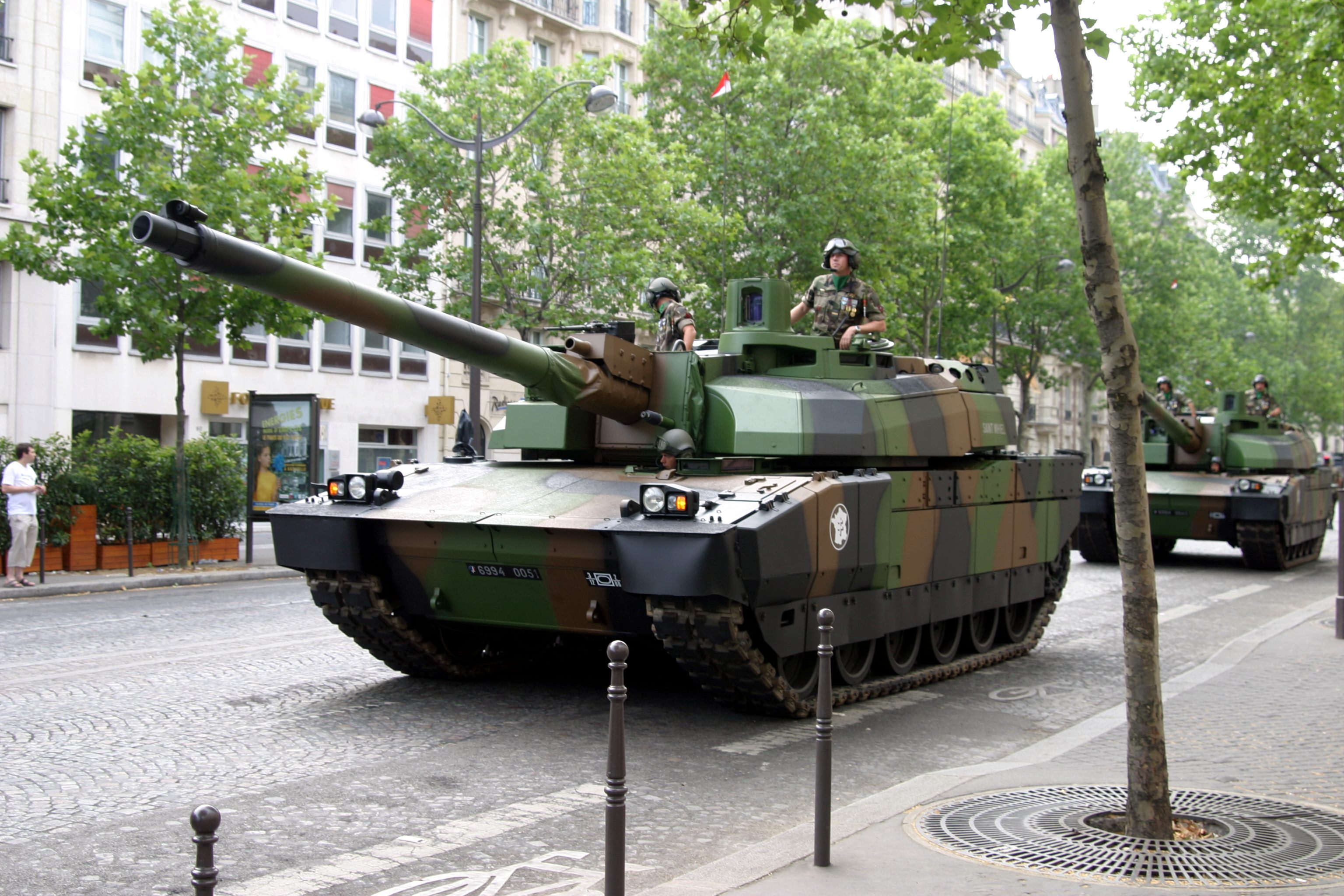
Танки «Леклерк» во время парада 14 июля 2006 года.
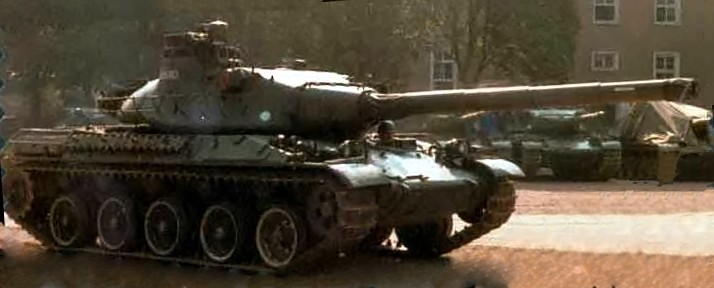
Танки AMX-30, которые в течение примерно тридцати лет составляли костяк БрТВК.
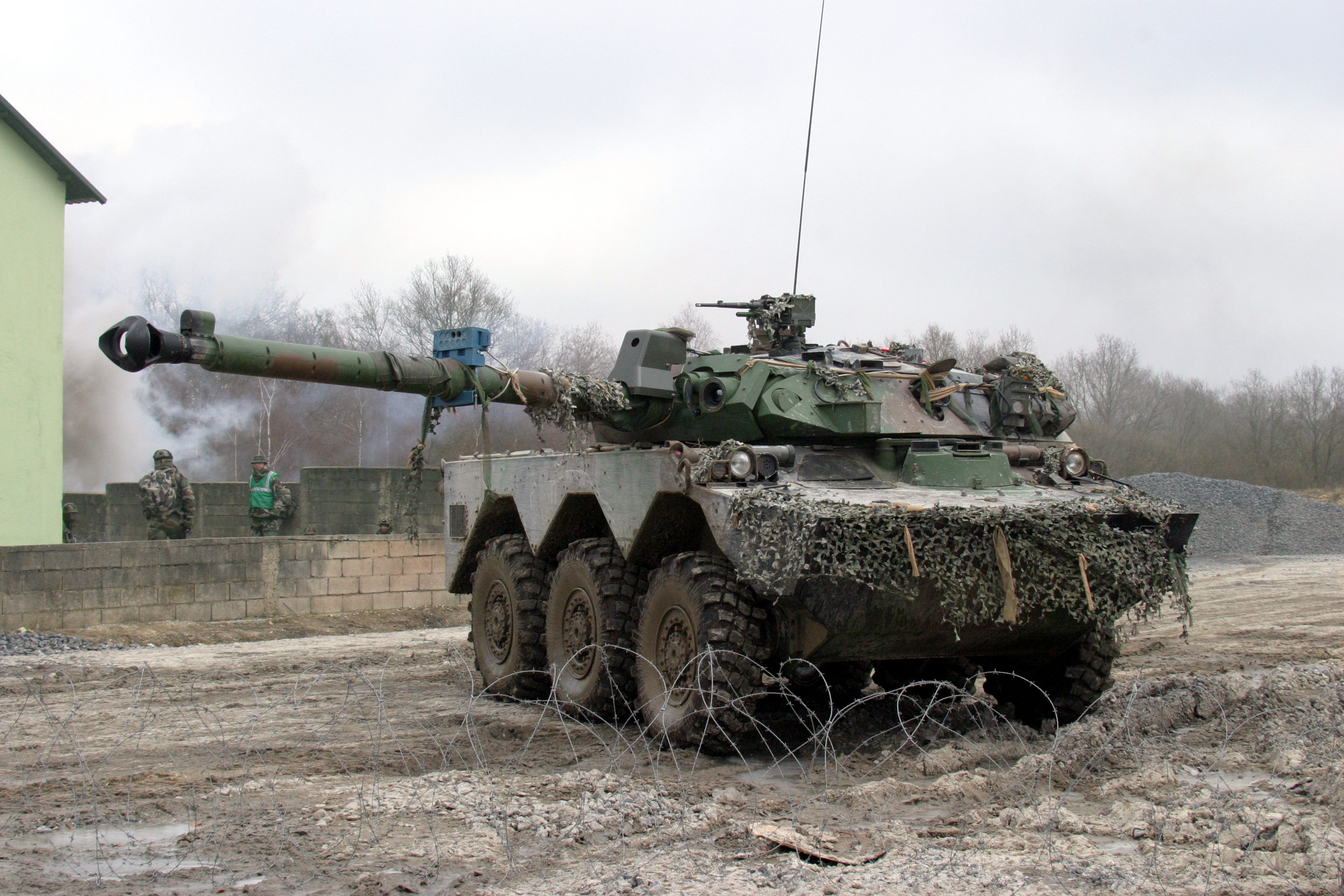
AMX-10RC 1-го полка спаги на манёвре.
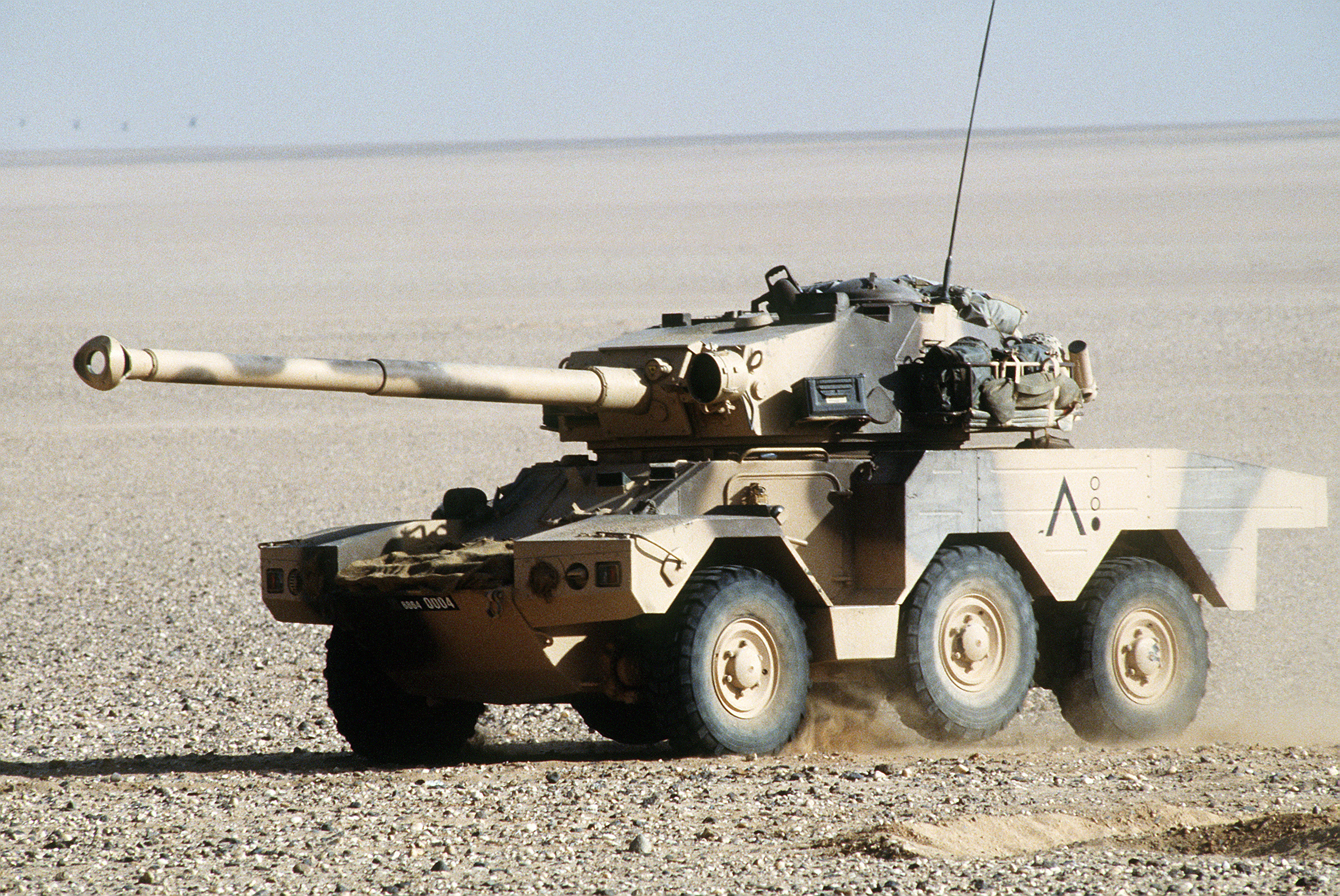
ERC-90 Sagaie во время операции «Даге» в войне в Персидском заливе (1990—1991 гг.).
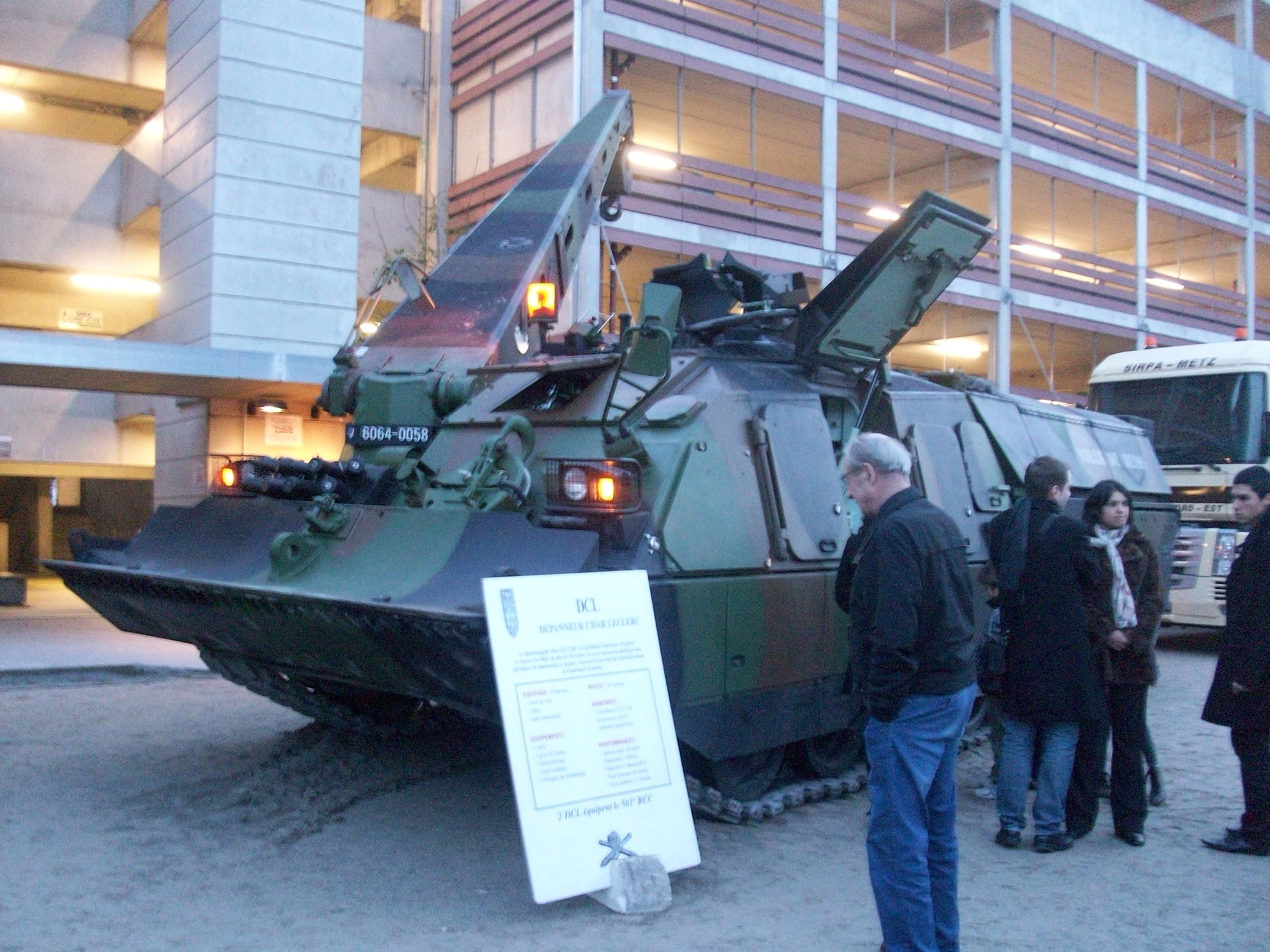
Один из семи БРЭМ DNG/DCL 501-го танкового полка в 2010 году. Всего на вооружении СВ Франции в 2016 году состоят 18 БРЭМ этого типа из 20 полученных.

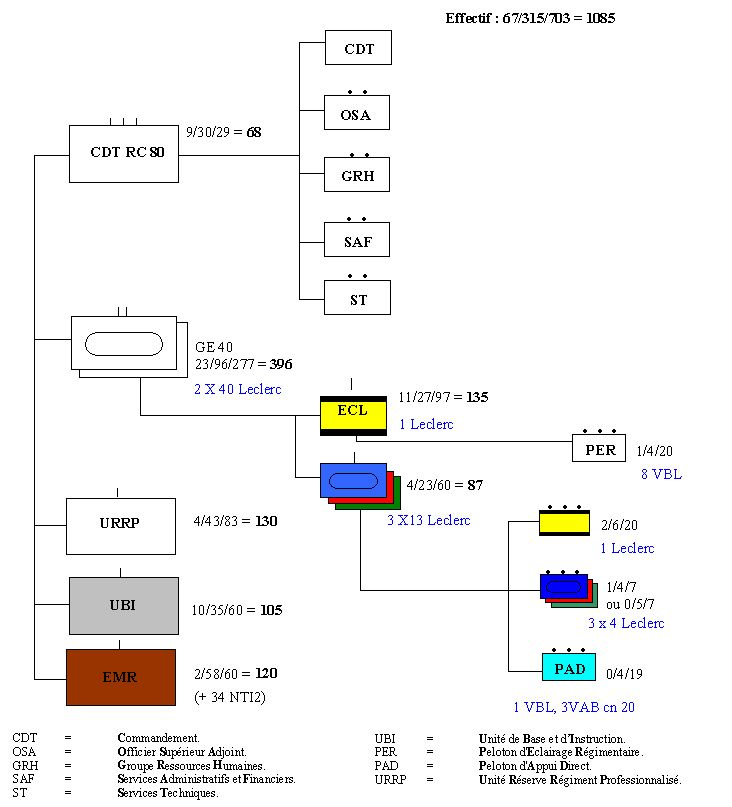
Организационная схема RC 80, ОШС танкового полка из 80 танков, действовавшая с 1994 года (с 3 по 1 сентября 1998 года) по 2009 год.

На 2020 год бронетанковые войска и кавалерия состоят из следующих полков:
- 4 танковых полка, которые были оснащены 54 танками Leclerc каждый[44], после реорганизации в 2009 году, которая сократила  количество танков с 80 до 54:
  - 5-й драгунский полк[фр.] (5e régiment de dragons (5e RD)), Майи-ле-Кан,
  - 12-й кирасирский полк[фр.] (12e régiment de cuirassiers (12e RC)), Оливе,
  - 501-й танковый полк[фр.] (501e régiment de chars de combat), Мурмелон-ле-Гран,
  - 1-й шассёрский полк[фр.] (1er régiment de chasseurs (1er RCh)), Тьервиль-сюр-Мёз;
- 7 бронекавалерийских полков, оснащенных колёсными танками AMX-10RC:
  - 1-й полк спаги[фр.] (1er régiment de spahis (1er RS)), Валанс,
  - 1-й бронекавалерийский полк марин[фр.] (1er régiment d’infanterie de marine (1er RIMa)), Ангулем,
  - 1-й иностранный кавалерийский полк[фр.] (1er régiment étranger de cavalerie (1er REC)), Карпиянь (Марсель)[45],
  - 1-й парашютно-десантный гусарский полк[фр.] (1er régiment de hussards parachutistes (1er RHP)), Тарб,
  - 3-й гусарский полк (3e régiment de hussards (3e RH)), Мец,
  - 4-й шассёрский полк (4e régiment de chasseurs (4e RCh)), Гап;
  - Бронекавалерийский полк марин[фр.] (Le régiment d’infanterie chars de marine (RICM)), Пуатье;
- Разведывательный полк:
  - 2-й гусарский полк[фр.] (2e régiment de hussards (2e RH)), Агно;
- Полк специального назначения (в подчинении Командования сил специального назначения[фр.]:
  - 13-й парашютно-десантный гусарский полк[фр.] (13e régiment de dragons parachutistes (13e RDP)), Мартинья-сюр-Жаль (Бордо);
- Учебный полк
  - 1-й африканский шассёрский полк (1er régiment de chasseurs d’Afrique (1er RCA)), Канжуе;
- Полк РХБЗ:
  - 2-й драгунский полк РХБЗ (2e régiment de dragons (2e RD)), Фонтевро-ЛʼАбе;
- Две школы
  - Кавалерийская школа (l'École de cavalerie (EC)), Сомюр ;
  - Военная школа верховой езды (l’Ecole militaire d'équitation (EME)), которая является частью Национального центра спорта обороны (школа носит эмблему 8-го драгунского полка);
- два центра начальной подготовки для унтер-офицеров:
  - Центр начальной подготовки унтер-офицеров 2-й бронетанковой бригады — 12-й африканский шассёрский полк (le centre de formation initiale des militaires du rang de la 2e brigade blindée — 12e régiment de chasseurs d’Afrique (CFIM 2e BB — 12e RCA)), Бич,
  - Центр начальной подготовки унтер-офицеров 7-й бронетанковой бригады — 3-й африканский шассёрский полк (le centre de formation initiale des militaires du rang de la 7e brigade blindée — 3e régiment de chasseurs d’Afrique (CFIM 7e BB — 3e RCA)), Вальдаон;

5-й кирасирский полк (5e régiment de cuirassiers) воссоздан в июне 2016 года в составе французских сил в Объединённых Арабских Эмиратах.
В Центре разведки сухопутных войск (Le centre de renseignement Terre (CRT)) в Страсбурге с октября 2017 года хранится эмблема 8-го гусарского полка.

### Белые книги 2008 и 2013 годов: прогнозы на 2025 год
Белая книга 2008 года сокращает количество боевых танков «Леклерк» до 250 единиц, то есть 4 полка, оснащенных 60 танками «Леклерк», против 4 по 80 в 2008 году.
Белая книга 2013 года предусматривает, что к 2025 году сухопутные войска будут иметь 200 тяжёлых танков, 250 средних танков и 2700 бронированных многоцелевых и боевых машин.

## Образование

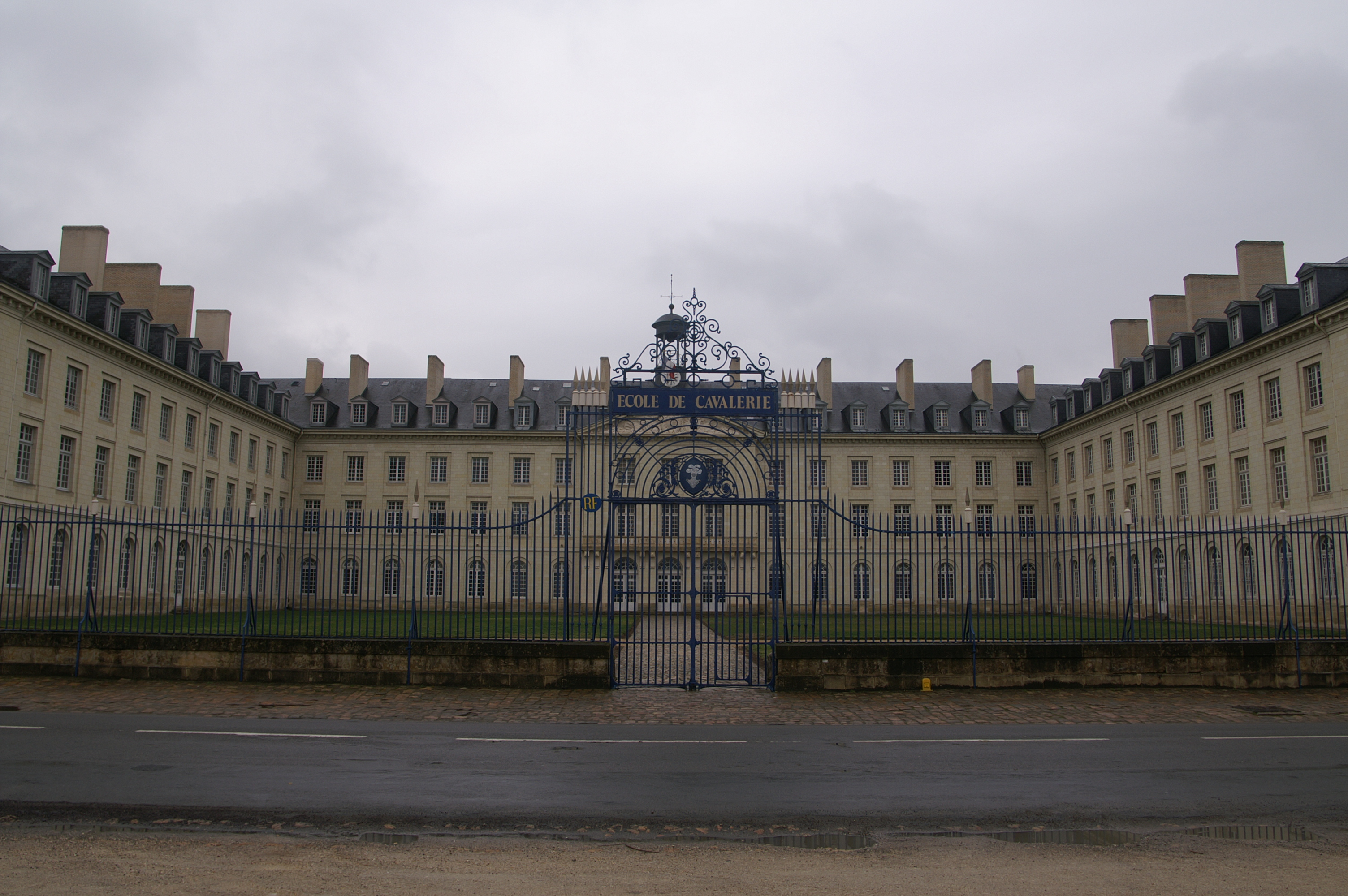
Здание кавалерийской школы в Сомюре.

В конце Второй мировой войны кавалерия (в основном занимавшаяся разведкой) и боевые танки объединились, что привело к появлению нового рода войск — бронетанковых войск и кавалерии (БрТВК). После этого Школа применения кавалерии (École d’application de la cavalerie) в Сомюре стала Школой применения бронетанковых войск и кавалерии (École d’application de l’arme blindée et de la cavalerie (EAABC)).
Свое нынешнее название школа получила 1 августа 2009 года. Здесь обучают всех офицеров и унтер-офицеров французской армии на всей технике, стоящей на вооружении бронетанковых войск и кавалерии: таким образом, здесь есть все бронемашины, а также тренажёры.

## Бронетанковый музей
Бронетанковый музей в Сомюре, который первоначально назывался «Центр документации по бронетанковым двигателям» (Centre de documentation sur les engins blindés (CEDB)), был основан в 1965 году для помощи в обучении студентов Школы применения бронетанковых войск и кавалерии. В 1983 году его управление было поручено Министерством обороны Ассоциации друзей бронетанкового музея. В экспозиции представлено почти 880 машин, из которых около двухсот находятся в полностью рабочем состоянии.